# 브라이언 맥브라이드
브라이언 로버트 맥브라이드(영어: Brian Robert McBride, 1972년 6월 19일~)는 미국의 은퇴한 축구 선수이다. FIFA 월드컵, CONCACAF 골드컵, FIFA 컨페더레이션스컵, 올림픽 등 여러 대회에서 미국 대표로 활약하였다. 현재 미국 대표팀 단장을 맡고 있다.

## 약력
맥브라이드는 일리노이주 알링턴하이츠 출신으로, 버팔로 그로브 고등학교 시절부터 뛰어난 활약을 펼치며 우수한 선수로 떠올랐다. 세인트루이스 대학 시절 89경기 72골을 넣는 경이로운 성적을 기록하고, 1994년에 미국의 밀워키 램페이지에 입단하면서 프로 축구 선수 생활을 시작하였다. 같은 해에는 독일 2부 리그의 VfL 볼프스부르크로 이적해 짧은 기간 동안 해외 리그에서 뛰었고, 1996년 다시 미국으로 돌아와 콜럼버스 크루에서 위협적인 모습을 보여주었다. 2000년에는 당시에 데이비드 모예스 감독이 이끌고 있었던 잉글랜드 2부 리그의 프레스턴 노스 엔드로 임대 이적되었고, 임대 종료 후 팀은 맥브라이드의 영입을 제안했지만, 이적료가 협의되지 않아 프레스턴으로의 이적은 실현되지 않았다.
2002년, 에버턴의 감독으로 임명된 데이비드 모예스는 3개월간 임대로 맥브라이드를 잉글랜드에서 뛰게했고, 맥브라이드는 8경기 4골을 터뜨려 프리미어리그에서도 충분히 통하는 실력을 과시하였다. 그 후에 다시 자국의 콜럼버스 크루로 복귀했지만, 풀럼 FC의 제의로 2004년 1월 풀럼 FC로 완전 이적하였다. 이후에는 주전 자리를 굳건하게 지켜 풀럼의 주전 공격수로 자리매김했고, 2007년 8월부터 풀럼의 주장으로 뛰었다.
그는 2008년 5월, 풀럼을 떠나 메이저 리그 사커로 돌아왔고, 풀럼에서는 총 153경기에 출전해 40골을 기록하였다.
미국 축구 국가대표팀에선 1993년부터 2006년까지 주전 공격수로 뛰었고, 대표팀 은퇴 전까지 95경기에서 30골을 넣었다. 대표팀 은퇴 이후 2008년 하계 올림픽 대표로 뛰기도 하였다.

## 수상 기록
콜롬버스 크루
- US 오픈컵: 2002

국제 대회
- 2002년 CONCACAF 골드컵 우승

개인
- 2002년 CONCACAF 골드컵 최우수 선수, 골든 슈
- 2002년 FIFA 월드컵 맨 오브 더 매치 : vs. 포르투갈 (조별리그)
- 풀럼 FC 올해의 선수: 2005, 2006